# Gare de Bräcke
La gare de Bräcke (suédois: Bräcke Station) est une gare ferroviaire suédoise à Bräcke, sur l'extrémité sud du lac Revsundssjon. Elle se trouve aussi sur la Route européenne 14, qui longe le lac.

## Histoire
Un guide de voyageurs de 1909 recommande de manger au restaurant de l'hôtel du chemin de fer, le qualifiant de "très bon". Il y avait aussi l'hôtel de Vallander à proximité de la gare .

## Service des voyageurs
La gare sert un petit nombre de navetteurs, qui se déplacent vers Östersund ou Sundsvall au quotidien.